# Dorsfeld
Dorsfeld ist ein Ortsteil des Kerpener Stadtteils Blatzheim im Rhein-Erft-Kreis in Nordrhein-Westfalen.

## Lage
Dorsfeld liegt nördlich von Blatzheim und Bergerhausen direkt an der Bahnstrecke Köln-Aachen. Auf der anderen Seite der Bahn befindet sich die Steinheide. Der Ort war einst nur von Feldern umgeben, grenzt aber jetzt im Osten und Süden an eine Kiesgrube. Zu Dorsfeld gehört auch das etwas südlich gelegene Haus Dorsfeld.

## Ortsbild
Dorsfeld ist ein kleiner, ländlich geprägter Weiler und besteht im Kern aus 5 Bauernhöfen, die jedoch nicht mehr alle bewirtschaftet werden.

## Geschichte
Dorsfeld wurde bereits im 11. Jahrhundert erstmals urkundlich genannt. Im 14. Jahrhundert kam der Ort in den Besitz derer von Bergerhausen und ging Ende des 14. Jahrhunderts in den Besitz des Kölner Stiftes St. Maria ad Gradus über. Im Jahr 1489 erwarb schließlich Johann von Harff Dorsfeld.